# Ліпувкі (Мазовецьке воєводство)
Ліпувкі (пол. Lipówki) — село в Польщі, у гміні Пілява Ґарволінського повіту Мазовецького воєводства.
Населення — 824 особи (2011).
У 1975-1998 роках село належало до Седлецького воєводства.

## Демографія
Демографічна структура станом на 31 березня 2011 року:
|          | Загалом | Допрацездатний вік | Працездатний вік | Постпрацездатний вік |
| -------- | ------- | ------------------ | ---------------- | -------------------- |
| Чоловіки | 402     | 105                | 262              | 35                   |
| Жінки    | 422     | 102                | 250              | 70                   |
| Разом    | 824     | 207                | 512              | 105                  |